# Bassie en Adriaan in het theater
Bassie en Adriaan in het theater is een driedelige direct-naar-videoserie van het Nederlandse duo Bassie en Adriaan. Het is een registratie van De Bassie en Adriaan Lachspektakelshow waarmee het duo tussen 1990 en 2003 optrad. 
- Live! (8 oktober 2002)
- 25 jaar theater (4 november 2003)
- De Lachspektakelshow (15 maart 2005)

## Achtergrond
De oorspronkelijke opname begon in april 1999, maar Bas van Toor kwam tijdens de eerste opnames ongelukkig ten val waardoor hij vier ribben kneusde en een rib brak. Deze beelden zijn te zien in een uitzending van Laat ze maar lachen uit 2000 waarin het duo te gast was.
De serie zou pas uitkomen nadat het duo aankondigde te stoppen met optreden. Het is de laatste grote productie geproduceerd door de broers Van Toor. In 2009 werd de reeks voor het eerst uitgezonden op Pebble TV.

## Acteurs
- Bas van Toor - Bassie
- Aad van Toor - Adriaan
- Evert van den Bos - Toneelmeester
- Martijn Passchier - Toneelmeester

## Overzicht
Live
- Opening
- Ga je mee naar het circus?
- Bassie als goochelaar 1
- Neef's dierentuin
- De prins en de kikker
- Bakkerslied
- Rustig, rustig
- Bassie en Adriaan vangen de Plaaggeest

25 jaar theater
- Opening
- Medley uit grootmoederstijd 1
- Hoorspel
- Bassie als goochelaar 2
- Gefeliciteerd
- Adriaan als scherpschutter

De lachspektakelshow
- Spoken bestaan niet
- Adriaan gehypnotiseerd
- Medley uit grootmoederstijd 2
- Glas met appelsap
- Adriaan tovert een taart (Alles is voor Bassie)
- Filmopname

## Trivia
- In de jaren 80 en vroege jaren 90 werden er al enkele registraties van sketches en optredens uit de Lachspektakelshow uitgezonden bij de TROS, toen nog onder de naam van Circus Bassie en Adriaan, terwijl deze in werkelijkheid waren opgenomen in de Maaspoort in Venlo. In 1990 werd er ook een item achter de schermen vertoond op Kindernet.[3]